# Minitab
Minitab is een computerprogramma voor gewone en geavanceerde statistische functies. Het combineert de gebruiksvriendelijkheid van Microsoft Excel met de mogelijkheid complexe statistische analyses te maken. Het pakket kost €1495. Er bestaat ook een goedkopere afgeslankte studentenversie.
Het pakket wordt in de industrie gebruikt om productieprocessen te analyseren.